# Neper (Mondkrater)
Neper ist ein großer Einschlagkrater am äußersten östlichen Rand der Mondvorderseite, südlich des Mare Marginis und nördlich des Mare Smythii.
Der Krater weist ausgeprägte Terrassierungen des Walls und einen Zentralberg auf.
| Buchstabe | Position                           | Durchmesser                        | Link                               |
| --------- | ---------------------------------- | ---------------------------------- | ---------------------------------- |
| D         | 9,24° N, 80,92° O                  | 41 km                              |                                    |
| G         | Umbenannt in Virchow (Mondkrater)  | Umbenannt in Virchow (Mondkrater)  | Umbenannt in Virchow (Mondkrater)  |
| H         | 10,41° N, 78,34° O                 | 11 km                              |                                    |
| K         | Umbenannt in Tacchini (Mondkrater) | Umbenannt in Tacchini (Mondkrater) | Umbenannt in Tacchini (Mondkrater) |
| Q         | 8,08° N, 83,15° O                  | 15 km                              |                                    |

Der Krater wurde offiziell 1935 von der Internationalen Astronomischen Union nach dem britischen Mathematiker John Napier benannt, wobei die zu dessen Lebzeiten unter Gelehrten übliche latinisierte Form seines Namens zur Anwendung kam.